# Guardamalleta

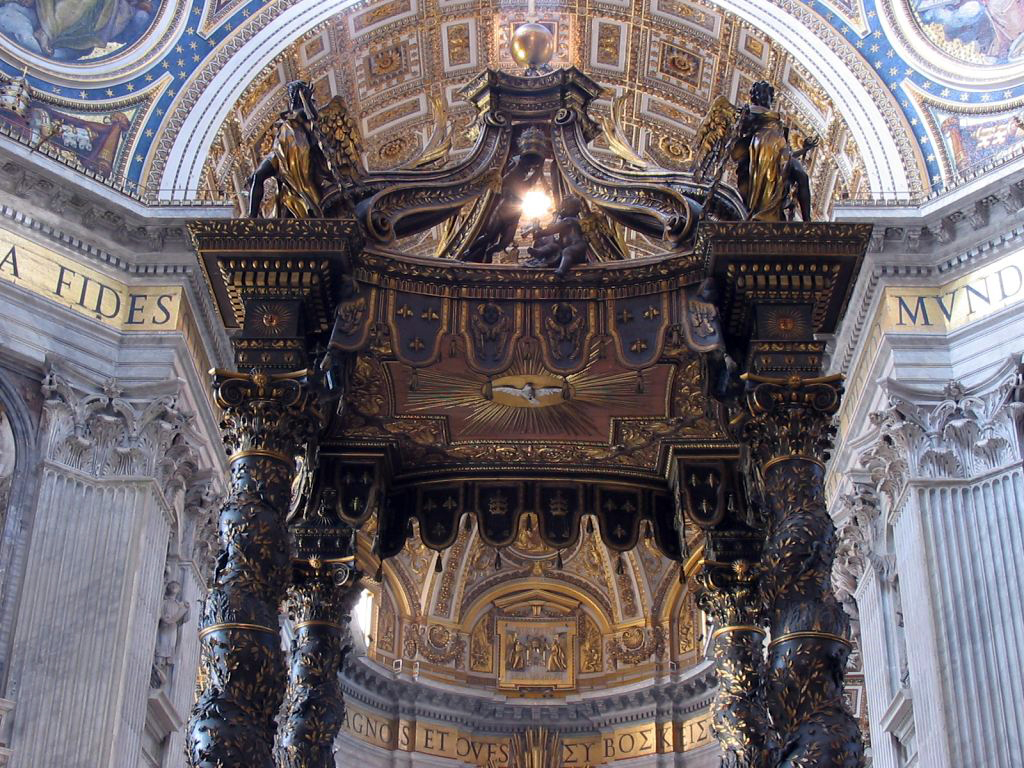
Guardamalleta en el baldaquino de San Pedro

Guardamalleta, pieza de tela que cuelga en la parte superior de la cortina o cortinaje como adorno pero que es independiente de su mecanismo permaneciendo fija. Por extensión, se llama guardamalleta al adorno de madera calada que se suele poner en el borde inferior de los tejados para formar un remate al modo de pabellón de tienda. También se denomina así la plancha de madera o palastro situada en lo alto de un hueco del balcón o ventana para tapar una persiana de cortina cuando se halla levantada.
Un ejemplo de guardamalleta de gran suntuosidad puede encontrarse en la Basílica de San Pedro de la Ciudad del Vaticano, exactamente en su baldaquino, creado por Gian Lorenzo Bernini en 1624-1633.